# Новопрохладное
Новопрохладное (Сахрай) — село в Майкопском муниципальном районе Республики Адыгея России. Входит в состав Даховского сельского поселения.
Расположено изолированно в долине реки Сахрай (в её среднем течении). Ближайший населённый пункт — посёлок Меркулаевка— расположен в 6,5 км по дороге вниз от села. Расстояние до центра сельского поселения — станицы Даховской — около 16 км.

## История
Населённый пункт был основан казаками в апреле 1864 года как станица Сахрайская. Через несколько лет она была покинута и снова заселена как село Сахрай в 1871 году. В 1879 году пострадала от Нижнекубанского землетрясения. В 1909 году начались лесозаготовки в окрестностях села. В 1916 году в селе было 85 хозяйств, жило 589 человек. в 1920 году переименовано в Новопрохладное. 30 декабря 1942 года село было почти полностью сожжено нацистскими войсками (уцелело 6 домов). С 1944 года село начало возрождаться. В 1980-х годах лесозаготовки были прекращены, а лесоперерабатывающий завод закрыт. В 90-х годах население серьёзно уменьшилось.
В селе расположен объект культурного наследия ВОВ — братская могила около здания почты.

## Население
| 2002 | 2010 | 2013 | 2014 | 2015 | 2016 | 2017 |
| ---- | ---- | ---- | ---- | ---- | ---- | ---- |
| 223  | ↘183 | ↘170 | ↘157 | ↘155 | ↘143 | ↘131 |
| 2018 | 2019 | 2020 | 2021 | 2023 | 2024 |      |
| ↘119 | ↗121 | ↘119 | ↗181 | ↗189 | ↘185 |      |

По данным Всероссийской переписи населения 2021 года:
| Народ    | Численность, чел. | Доля от всего населения, % |
| -------- | ----------------- | -------------------------- |
| русские  | 166               | 91,71 %                    |
| украинцы | 15                | 8,29 %                     |
| всего    | 181               | 100,0 %                    |

## Улицы
- Заводская,
- Нагорная,
- Речная,
- Садовая,
- Советская.